# Lau Solu
Lau Solu is een bestuurslaag in het regentschap Karo van de provincie Noord-Sumatra, Indonesië. Lau Solu telt 1533 inwoners (volkstelling 2010).